# Nóvie Dvorí
Nóvie Dvorí (en rus: Новые Дворы) és un poble de l'óblast de Kursk, a Rússia, que en el cens del 2010 tenia 141 habitants. Pertany al districte rural de Fatej.